# 352 Гізела
352 Гізела (352 Gisela) — астероїд головного поясу, відкритий 12 січня 1893 року Максом Вольфом у Гайдельберзі.